# Chloé Philippe
Pour les articles homonymes, voir Philippe.
Chloé Philippe, née le 21 janvier 2000 à Reims, est une footballeuse française évoluant au poste de milieu de terrain.

## Biographie

### Carrière en club
Chloé Philippe fréquente dans sa jeunesse les clubs de l'AS Berru-Lavannes puis l'AS Taissy (en) qu'elle a rejoint en 2013.
En 2015, elle rejoint le Stade de Reims évoluant alors en D2. Elle participe à la montée du club en Division 1 en 2019. Elle met un terme à sa carrière en 2022 à seulement 22 ans.

### Carrière en sélection
Sélectionnée dans toutes les catégories de jeunes avec la France, Chloé Philippe participe au titre de champion d'Europe remporté par l'équipe de France U19 en juillet 2019. Elle a pu par ailleurs être capitaine de cette sélection U19.
Elle a également l'occasion de jouer en équipe de France militaire.

## Statistiques
| Saison                | Club                  | Championnat           | Championnat | Championnat | Coupe(s) nationale(s) | Coupe(s) nationale(s) | Total | Total |
| Saison                | Club                  | Division              | M.          | B.          | M.                    | B.                    | M.    | B.    |
| 2015-2016             | Stade de Reims        | Division 2            | 15          | 1           |                       |                       | 15    | 1     |
| 2016-2017             | Stade de Reims        | Division 2            | 18          | 6           | 1                     | 0                     | 19    | 6     |
| 2017-2018             | Stade de Reims        | Division 2            | 18          | 2           | 2                     | 1                     | 20    | 3     |
| 2018-2019             | Stade de Reims        | Division 2            | 22          | 4           | 1                     | 0                     | 23    | 4     |
| 2019-2020             | Stade de Reims        | Division 1            | 16          | 0           | 2                     | 1                     | 18    | 1     |
| 2020-2021             | Stade de Reims        | Division 1            | 8           | 0           | -                     | -                     | 8     | 0     |
| Total sur la carrière | Total sur la carrière | Total sur la carrière | 97          | 13          | 6                     | 2                     | 103   | 15    |

## Palmarès

### En club
Stade de Reims
- Championnat de France D2 (1)
  - Vainqueur : 2019

### En sélection
France -19 ans
- Euro -19 ans (1)
  - Vainqueur : 2019